# 盧世昌
盧世昌（?—?），字德裕，一字絅齋，贵州盤縣人，清朝政治人物。同進士出身。

## 生平
乾隆十九年（1754年）甲戌科進士，三甲一百十七名，后官江南豐縣知縣。著有《丹霞山人集》。